# 901–903 Sauchiehall Street

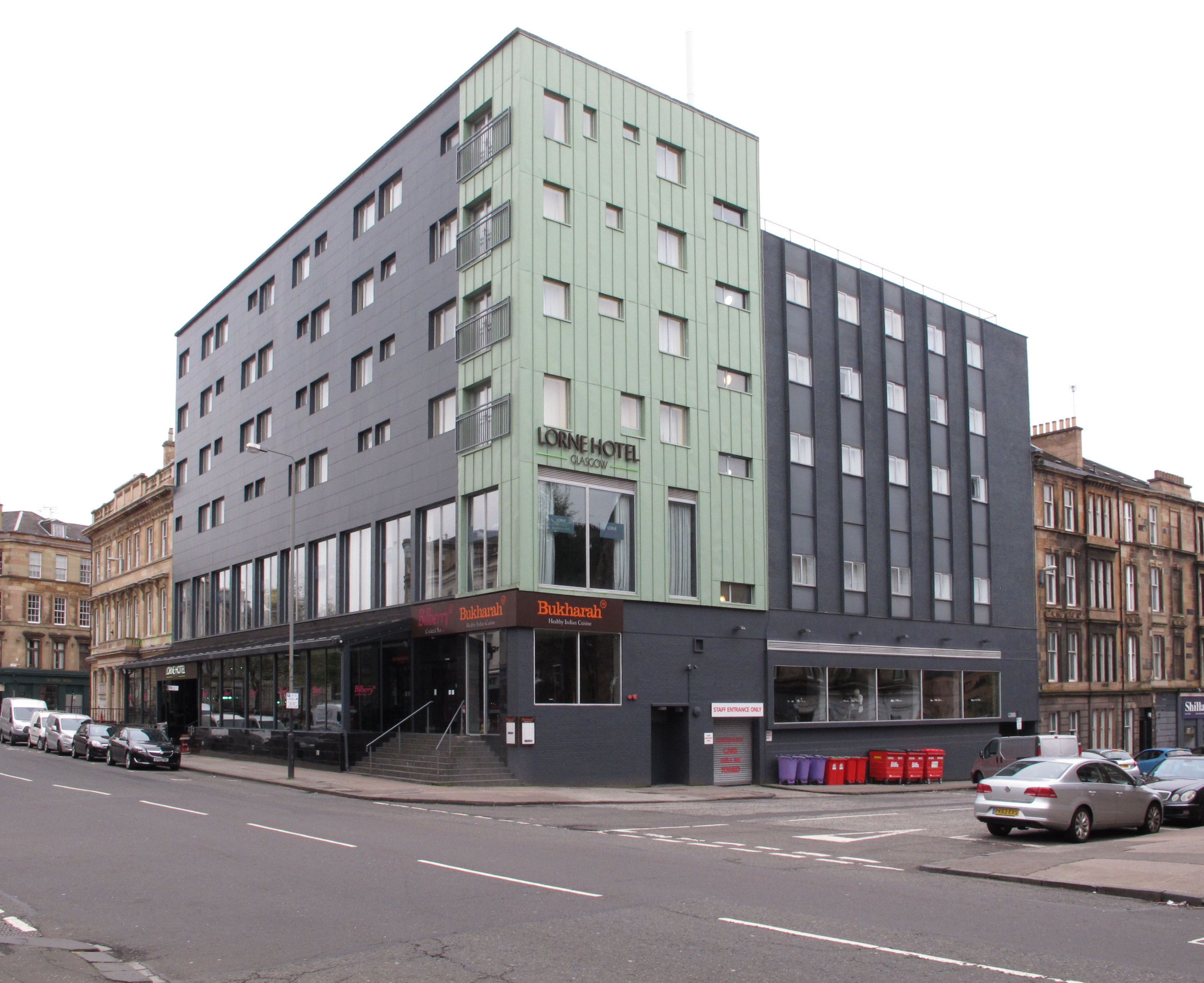
901–903 Sauchiehall Street befindet sich links hinter dem modernen Hotel

Unter der Adresse 901–903 Sauchiehall Street in der schottischen Stadt Glasgow befindet sich ein Wohngebäude. 1970 wurde das Bauwerk in die schottischen Denkmallisten in der höchsten Denkmalkategorie A aufgenommen.

## Beschreibung
Der Bau nach einem Entwurf des bedeutenden schottischen Architekten Charles Wilson wurde 1853 abgeschlossen. Das dreistöckige Gebäude steht nahe dem Westende der Sauchiehall Street an der Kreuzung mit der Kelvingrove Street zwischen Park District und dem Clyde. Es ist klassizistisch ausgestaltet.
Die Hauptfassade entlang der Sauchiehall Street ist sieben Achsen weit. Der mittige Haupteingang besteht aus zwei Holzportalen, die in einen drei Achsen weiten Portikus mit korinthischen Säulen integriert sind. Zwischen den Türen wird das Motiv als Pilaster wieder aufgegriffen. Der Portikus schließt als Balkon mit steinerner Balustrade. Schlichte dorische Pilaster mit skulpturierten Köpfen umgeben die Fenster des Erdgeschosses. In den Obergeschossen verdachen Gesimse die Fenster. Ein Gurtgesims mit Zahnschnitt trennt das Erdgeschoss horizontal vom ersten Obergeschoss. Entlang beider Obergeschosse verlaufen schlichte Fenstergesimse. Unterhalb des abschließenden Kranzgesimses verläuft ein floral gestalteter Fries. Darauf sitzt eine steinerne Balustrade. Die sechs Achsen weite Fassade entlang der Kelvingrove Street ist analog ausgestaltet. Das Gebäude schließt mit einem schiefergedeckten Halbwalmdach.